# 울리히스호른
울리히스호른(독일어: Ulrichshorn, 3,925m)은 스위스 페나인 알프스의 산으로, 발레주의 자스-페를 내려다보고 있다. 마터탈과 자스탈 사이에 있는 미샤벨 산맥의 나델호른 북쪽에 있다.